# Мордвиново (Ивановская область)
Мордвиново — деревня в Пестяковском районе Ивановской области России, входит в состав Пестяковского сельского поселения.

## География
Деревня расположена в 23 км на юго-восток от райцентра рабочего посёлка Пестяки.

## История
В списке населённых мест Владимирской губернии 1859 года в Мордвиново — 41 двор, 251 жителей, училище, базар, 3 завода, пожарное депо.
В конце XIX — начале XX века деревня являлась центром Мордвиновской волости Гороховецкого уезда Владимирской губернии.
С 1929 года деревня являлась центром Мордвиновского сельсовета Пестяковского района, с 2005 года деревня в составе Неверо-Слободского сельского поселения, с 2015 года — в составе Пестяковского сельского поселения.

## Население
| 1859 | 1905 | 2010 |
| ---- | ---- | ---- |
| 249  | ↘220 | ↘71  |